# Federația Europeană pentru Transport și Mediu
Federația Europeană pentru Transport și Mediu, cunoscută ub numele de Transport & Environment (acronim T&E), este o federație europeană care reunește organizații neguvernamentale active în domeniul transportului și al mediului, promovând transportul durabil în Europa.

## Domenii de campanie
- Poluarea aerului
- Aviația, calea ferată, transportul maritim
- Biocombustibili
- Autoturisme și emisii de CO2
- Camioane mai curate și mai sigure
- Scandalul Dieselgate și reforme de testare
- Petrol poluant
- Politica de transport a UE
- Poluare acustică

## Finanțare
Transport & Environment este finanțată de: European Climate Foundation, Agenția Norvegiană pentru Cooperare în Dezvoltare, Climate Imperative Foundation, Comisia Europeană, ClimateWorks Foundation, Schwab Charitable Fund, Oak Foundation, precum și de alte instituții și organizații.
Transport & Environment colaborează cu alte grupuri de lobby ecologist, precum Greenpeace.